# Hans Peter Duerr
Hans Peter Duerr (* 6. Juni 1943 in Mannheim) ist ein deutscher Ethnologe und Kulturhistoriker. Er lebt in Mannheim.

## Werdegang
Duerr studierte Ethnologie an den Universitäten in Wien und Heidelberg. Er wurde 1971 an der Universität Heidelberg über Bewußtseinstheorie in Philosophie promoviert. Von 1975 bis 1980 war er Lehrbeauftragter und Gastprofessor für Ethnologie und Kulturgeschichte in Zürich, Kassel und Bern. 1981 habilitierte er sich an der Gesamthochschule Kassel. Von 1992 bis 1999 lehrte er als Professor für Ethnologie und Kulturgeschichte an der Universität Bremen. 1989/90 war er Fellow am Wissenschaftskolleg zu Berlin und 1995/96 an der Europäischen Universität Florenz.

## Wissenschaftliche Arbeit
Regionale Schwerpunkte in Duerrs Arbeiten sind das indigene Nordamerika, Ostindonesien und Nordfriesland.
Der Band Traumzeit. Über die Grenzen zwischen Wildnis und Zivilisation erschien 1978 und wurde zu einem viel gelesenen Buch an deutschen Universitäten. Duerr beschreibt darin naturreligiöse Traditionen. Sein Thema sind Schamanen, Hexen, Astrologen. Er beschäftigt sich mit der Frage, was ein Mensch der westlichen Zivilisation von alten Traditionen lernen kann. Insbesondere verarbeitet er Erfahrungen, die er beim Umgang mit fremden Kulturen sammeln konnte.
In seinem fünfbändigen Hauptwerk Der Mythos vom Zivilisationsprozess geht es Duerr um eine Widerlegung der Zivilisationstheorie von Norbert Elias, die dieser 1939 in seinem Hauptwerk Über den Prozeß der Zivilisation aufstellte.

## Publikationen

### Monografien und Aufsätze
- Zahlreiche Artikel in Forum Academicum (Heidelberg) bis 1969.
- Mit Augustin Souchy: Stalinismus und Anarchismus in der spanischen Revolution, oder Bruno Frei und die Methode der Denunziation. Karin Kramer, Berlin 1973.
- Ni Dieu – ni mètre. Anarchische Bemerkungen zur Bewußtseins- und Erkenntnistheorie. 1974. Neuausgabe, Suhrkamp, Frankfurt am Main 1984, ISBN 3-518-28141-0.
- Traumzeit. Über die Grenzen zwischen Wildnis und Zivilisation. Syndikat, Frankfurt am Main 1978, ISBN 3-8108-0077-5. Unveränderte Neuauflage, Suhrkamp (Edition Suhrkamp 1345, NF 345), Frankfurt am Main 1985, ISBN 3-518-11345-3.
- Satyricon. Essays und Interviews. Karin Kramer, Berlin 1982, ISBN 3-87956-100-1. Erweiterte Neuausgabe, Suhrkamp (NF 346), Frankfurt am Main 1985, ISBN 3-518-11346-1.
- Sedna oder Die Liebe zum Leben. Suhrkamp, Frankfurt am Main 1984, ISBN 3-518-04711-6.
- Der Mythos vom Zivilisationsprozeß. Suhrkamp, Frankfurt am Main
  - Band 1: Nacktheit und Scham. 1988, ISBN 3-518-02292-X.
  - Band 2: Intimität. 1990, ISBN 3-518-40195-5.
  - Band 3: Obszönität und Gewalt. 1993, ISBN 3-518-40488-1.
  - Band 4: Der erotische Leib. 1997, ISBN 3-518-40855-0.
  - Band 5: Die Tatsachen des Lebens. 2002, ISBN 3-518-41359-7.
- Frühstück im Grünen. Essays und Interviews. Suhrkamp, Frankfurt am Main 1995, ISBN 3-518-11959-1.
- Gänge und Untergänge. Suhrkamp, Frankfurt am Main 1999, ISBN 3-518-12140-5.
- Rungholt. Die Suche nach einer versunkenen Stadt. Insel, Berlin 2005, ISBN 3-458-17274-2.
- Tränen der Göttinnen. Wunderhorn, Heidelberg 2008, ISBN 978-3-88423-313-9.
- Die Fahrt der Argonauten. Insel, Berlin 2011, ISBN 978-3-458-17469-1.
- Die dunkle Nacht der Seele – Nahtod-Erfahrungen und Jenseitsreisen. Insel, Berlin 2015, ISBN 978-3-458-17631-2.
- Diesseits von Eden – Über den Ursprung der Religion. Insel, Berlin 2020, ISBN 978-3-458-17844-6.

### Herausgeberschaft
- Unter dem Pflaster liegt der Strand, 15 Nrn., 12 Jg., Karin Kramer, Berlin 1974–1985.
- Versuchungen. Aufsätze zur Philosophie Paul Feyerabends. Suhrkamp, Frankfurt am Main
  - 1. Band (1044), 1980, ISBN 3-518-11044-6.
  - 2. Band (1068), 1981, ISBN 3-518-11068-3.
- Der Wissenschaftler und das Irrationale. Syndikat, Frankfurt am Main 1981, ISBN 3-8108-0201-8.
  - Band 1: Beiträge aus Ethnologie und Anthropologie
  - Band 2: Beiträge aus Philosophie und Psychologie
- Die Sehnsucht nach dem Ursprung. Zu Mircea Eliade. (Festschrift für Mircea Eliade). Syndikat, Frankfurt am Main 1983.
- alcheringa. oder die beginnende Zeit. Studien zu Mythologie, Schamanismus und Religion. Qumran, Frankfurt am Main 1983, ISBN 3-88655-185-7.
- Die Mitte der Welt. Aufsätze zu Mircea Eliade. Suhrkamp (NF 981), Frankfurt am Main 1984, ISBN 3-518-37481-8.
- Authentizität und Betrug in der Ethnologie. Suhrkamp (NF 409), Frankfurt am Main 1987, ISBN 3-518-11409-3.
- Die wilde Seele. Zur Ethnopsychoanalyse von Georges Devereux. Suhrkamp, Frankfurt am Main 1987.
- Paul Feyerabend: Briefe an einen Freund. Suhrkamp (NF 946), Frankfurt am Main 1995, ISBN 3-518-11946-X.